# Râul Valea Seacă, Topolița
Râul Valea Seacă este un curs de apă, afluent al râului Topolița. 

## Hărți
- Ovidiu Gabor - Economic Mechanism in Water Management  Arhivat în 5 martie 2009, la Wayback Machine.
- Parcul Vânători-Neamț